# 나카가와 하야테
나카가와 하야테(일본어: 中川 颯, 1998년 10월 10일~)는 일본의 프로 야구 선수이며, 현재 센트럴 리그인 요코하마 DeNA 베이스타스의 소속 선수(투수)이다. 가나가와현 요코하마시 도쓰카구 출신이다.

## 상세 정보

### 출신 학교
- 도코가쿠엔 고등학교
- 릿쿄 대학

### 선수 경력
- 오릭스 버펄로스(2021년~2023년)
- 요코하마 DeNA 베이스타스(2024년~)

### 개인 기록

#### 첫 기록(투수)
- 첫 등판: 2021년 7월 14일, 대 홋카이도 닛폰햄 파이터스 13차전(오비히로 노 모리 야구장), 7회말 2사에 4번째 투수로서 구원 등판, 1이닝 무실점
- 첫 선발 등판: 2024년 4월 4일, 대 한신 타이거스 3차전(교세라 돔 오사카), 4와 1/3이닝 2실점으로 승패 없음
- 첫 탈삼진: 상동, 3회말에 모리시타 쇼타로부터 헛스윙 삼진
- 첫 승리·첫 선발 승리: 2024년 4월 30일, 대 주니치 드래건스 4차전(반테린 돔 나고야) 6과 3이닝 1실점 4탈삼진
- 첫 홀드: 2024년 9월 5일, 대 히로시마 도요 카프 22차전(요코하마 스타디움), 7회초 2사에 3번째 투수로서 구원 등판, 1/3이닝 무실점[3]
- 첫 세이브: 2024년 10월 6일, 대 주니치 드래건스 25차전(반테린 돔 나고야), 9회말에 3번째 투수로서 구원 등판·마무리, 1이닝 무실점

#### 첫 기록(타격)
- 첫 타석: 2024년 4월 4일, 대 한신 타이거스 3차전(교세라 돔 오사카), 2회초에 니시 유키로부터 투수 라인 드라이브
- 첫 안타: 2024년 4월 30일, 대 주니치 드래건스 4차전(반테린 돔 나고야), 2회초에 오가사와라 신노스케로부터 투수 내야 안타
- 첫 홈런·첫 타점: 2024년 5월 18일, 대 주니치 드래건스 7차전(요코하마 스타디움), 2회말에 마쓰바 다카히로로부터 우월 2점 홈런

### 등번호
- 37(2021년~2022년)
- 123(2023년)
- 53(2024년~)

### 연도별 투수 성적
| 연 도     | 소 속     | 등 판 | 선 발 | 완 투 | 완 봉 | 무 4 구 | 승 리 | 패 전 | 세 이 브 | 홀 드 | 승 률 | 타 자 | 이 닝 | 피 안 타 | 피 홈 런 | 볼 넷 | 고 4 | 몸 맞 | 탈 삼 진 | 폭 투 | 보 크 | 실 점 | 자 책 점 | 평 자 책 | W H I P |
| --------- | --------- | ----- | ----- | ----- | ----- | ------- | ----- | ----- | -------- | ----- | ----- | ----- | ----- | -------- | -------- | ----- | ---- | ----- | -------- | ----- | ----- | ----- | -------- | -------- | ------- |
| 2021년    | 오릭스    | 1     | 0     | 0     | 0     | 0       | 0     | 0     | 0        | 0     | ----  | 5     | 1.0   | 2        | 0        | 0     | 0    | 0     | 0        | 0     | 0     | 0     | 0        | 0.00     | 2.00    |
| 2024년    | DeNA      | 29    | 6     | 0     | 0     | 0       | 3     | 0     | 1        | 5     | 1.000 | 250   | 57.0  | 65       | 3        | 13    | 0    | 6     | 36       | 0     | 0     | 30    | 28       | 4.42     | 1.37    |
| 통산: 2년 | 통산: 2년 | 30    | 6     | 0     | 0     | 0       | 3     | 0     | 1        | 5     | 1.000 | 255   | 58.0  | 67       | 3        | 13    | 0    | 6     | 36       | 0     | 0     | 30    | 28       | 4.34     | 1.38    |

- 2024년 시즌 종료 기준

### 연도별 수비 성적
| 연도 | 소속   | 투수  | 투수  | 투수  | 투수  | 투수  | 투수     |
| 연도 | 소속   | 경 기 | 척 살 | 보 살 | 실 책 | 병 살 | 수 비 율 |
| ---- | ------ | ----- | ----- | ----- | ----- | ----- | -------- |
| 2021 | 오릭스 | 1     | 0     | 0     | 0     | 0     | ----     |
| 2024 | DeNA   | 29    | 5     | 10    | 0     | 0     | 1.000    |
| 통산 | 통산   | 30    | 5     | 10    | 0     | 0     | 1.000    |

- 2024년 시즌 종료 기준